# Нова Сажина
Нова Сажина (пољ. Nowa Sarzyna) град је у Пољској у Војводству поткарпатском. По подацима из 2012. године број становника у месту је био 6287.

## Становништво
| 2012. |
| ----- |
| 6.287 |